# خوسيه مانويل ريفيرو كارفالو
 خوسيه مانويل ريفيرو كارفالو  (بالإسبانية: José Manuel Rivero Carvallo)‏ (1 أبريل 1905، تهواكان—15 فبراير 1993)'طبيب قلب مكسيكي قام بوصف علامة كارفالو.

## السيرة الذاتية
ولد خوسيه كارفالو في تهواكان، في ولاية بويبلا في المكسيك، في عام 1905. درس في البداية في الجامعة المستقلة في بويبلا، ثم واصل دراسته في باريس بمنحة دراسية من الحكومة الفرنسية، وحصل على شهادة الدكتوراه في عام 1932. عاد إلى المكسيك في عام 1934 لممارسة طب القلب. في عام 1944 وكان عضوا مؤسسا في المعهد الوطني لأمراض القلب في المكسيك في إطار ايجناسيو سانشيز شافيز. وصف العلامة في عام 1946.